# Eazy-er Said Than Dunn
Eazy-er Said Thann Dunn è un singolo del rapper Eazy-E dell'album Eazy-Duz-It, il singolo è stato volutamente scritto senza parolacce anche se ci sono dei riferimenti alla droga e alle Armi.

## Videoclip
Nel videoclip ufficiale del singolo, i N.W.A. si dirigono in un club a Compton per promuovere appunto il singolo e l'album Eazy-Duz-It.

## Curiosità
- Il singolo è anche apparso nella radio Radio Los Santos del videogioco Grand Theft Auto: San Andreas.